# Bârlad
Bârlad és una ciutat amb estatus de municipiu que està situada en el districte de Vaslui, Moldàvia (Romania).
Bârlad és una de les antigues capitals de Moldàvia medieval, una ciutat amb molta antiguitat que es remunta a l'època dels tatars. Fins a l'arribada del règim comunista era la capital del districte de Tutova, posteriorment, quan Romania es va organitzar en regions, va ser la capital de la regió amb el mateix nom. Durant l'última reforma administrativa es va integrar al districte de Vaslui.

## Geografia
Està situada en l'altiplà amb el mateix nom al sud del districte, a la riba del riu Bârlad.

## Clima
El clima és continental amb temperatures mitjanes anuals de 9,8 °C, al juliol 21,4 °C i al gener -3,6 °C amb mínimes de fins a -25 °C.

## Demografia
Al cens de 2002 tenia 69.066 habitants, dels quals el 98,3 % són romanesos ètnics i el 1,33% gitanos. Les altres ètnies no superen l'1 %. Entre 1992 i 2002 la població va descendir de 77.518 a 69.066 habitants a causa de l'emigració i a la baixa natalitat.

## Galeria

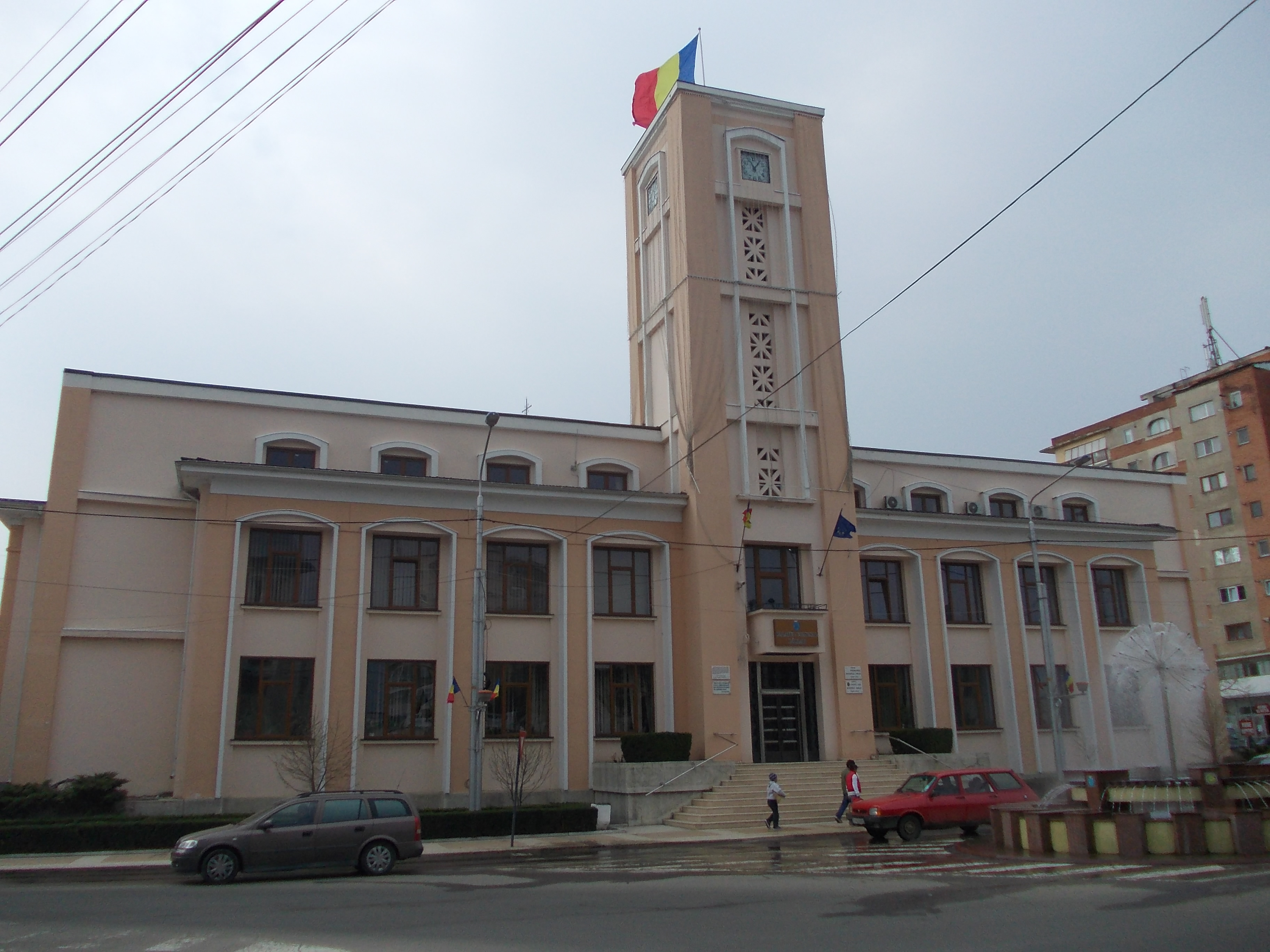
Ajuntament
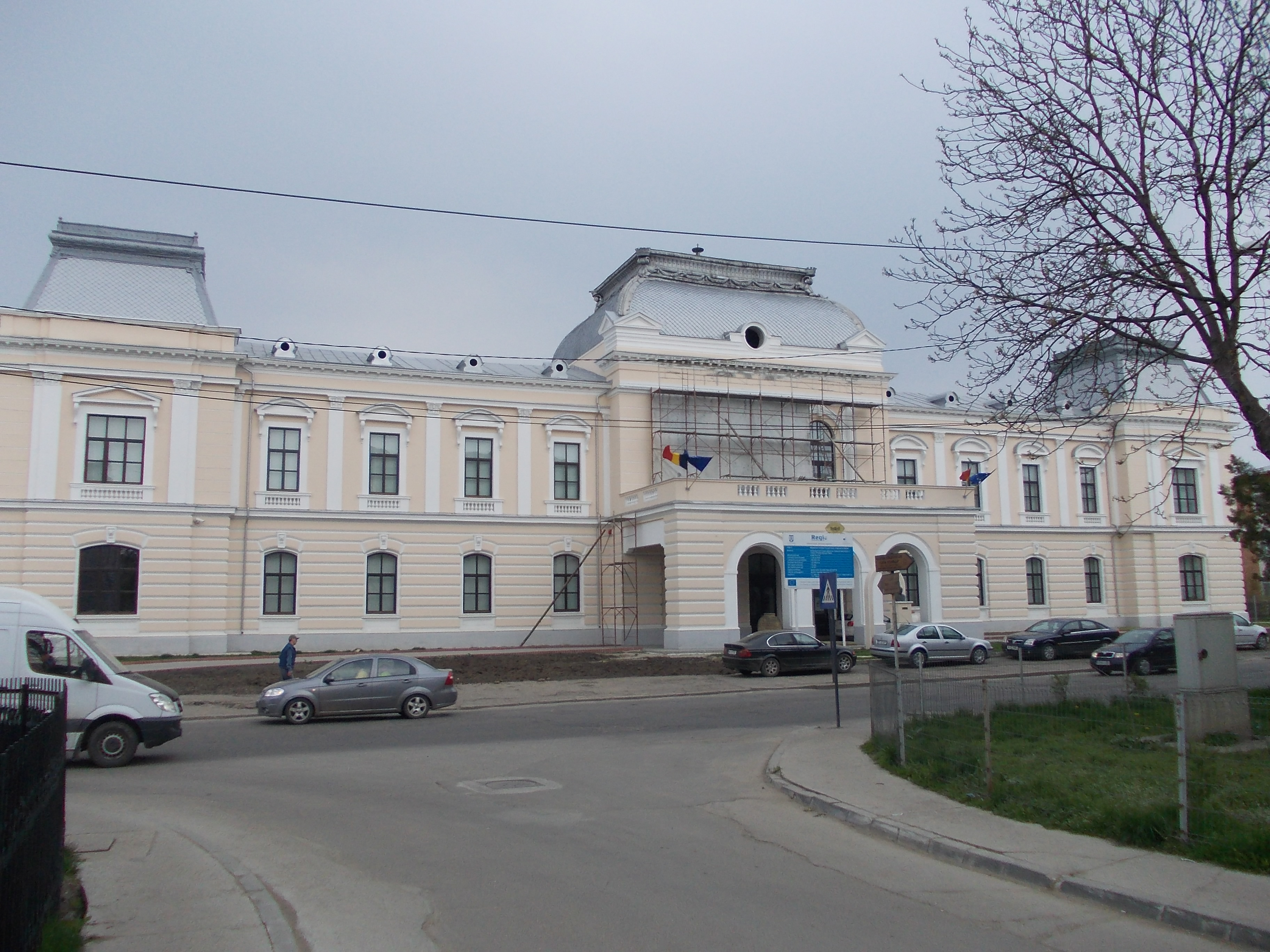
Museu Vasile Pârvan
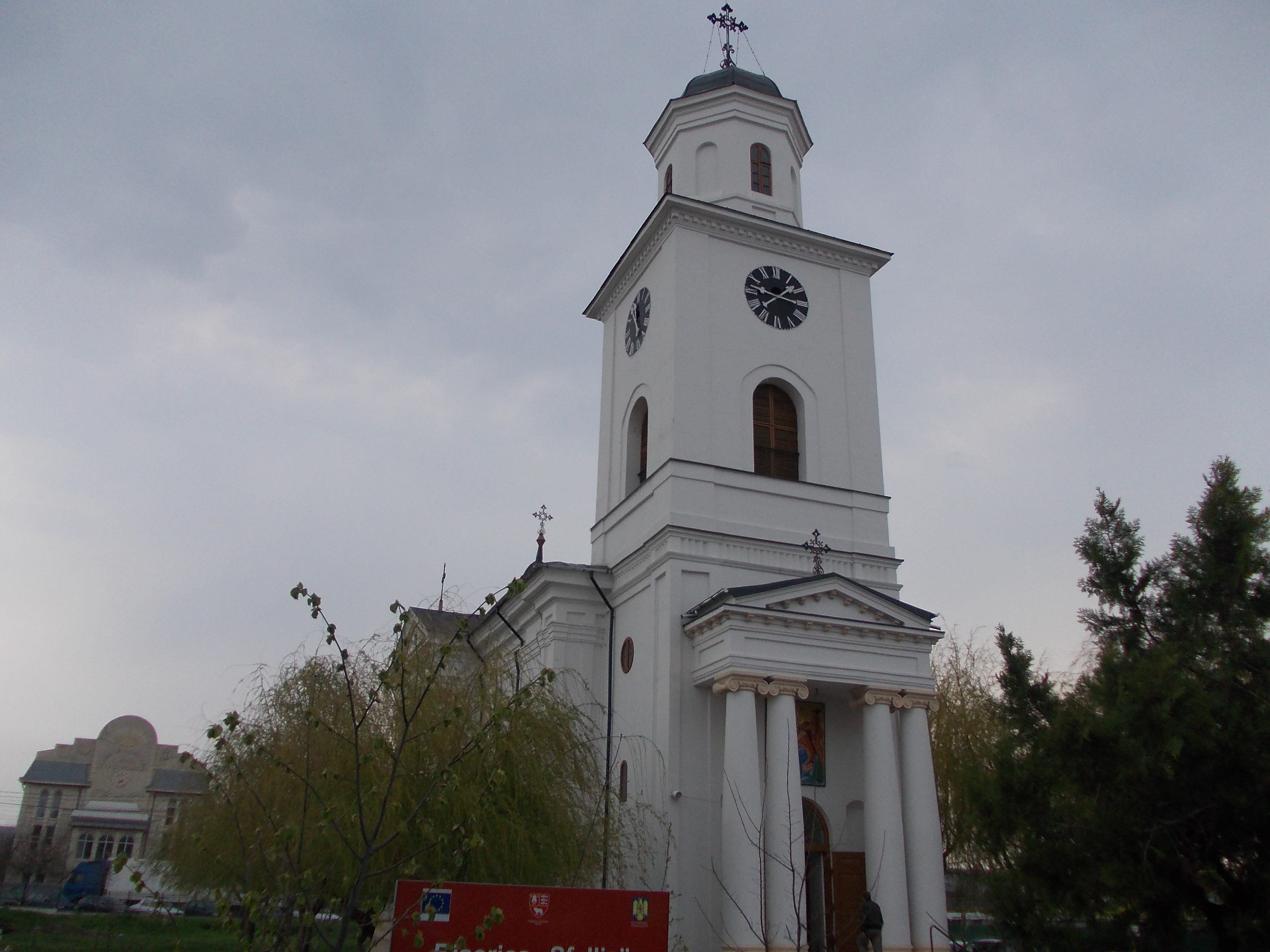
Església de Sant Elijah
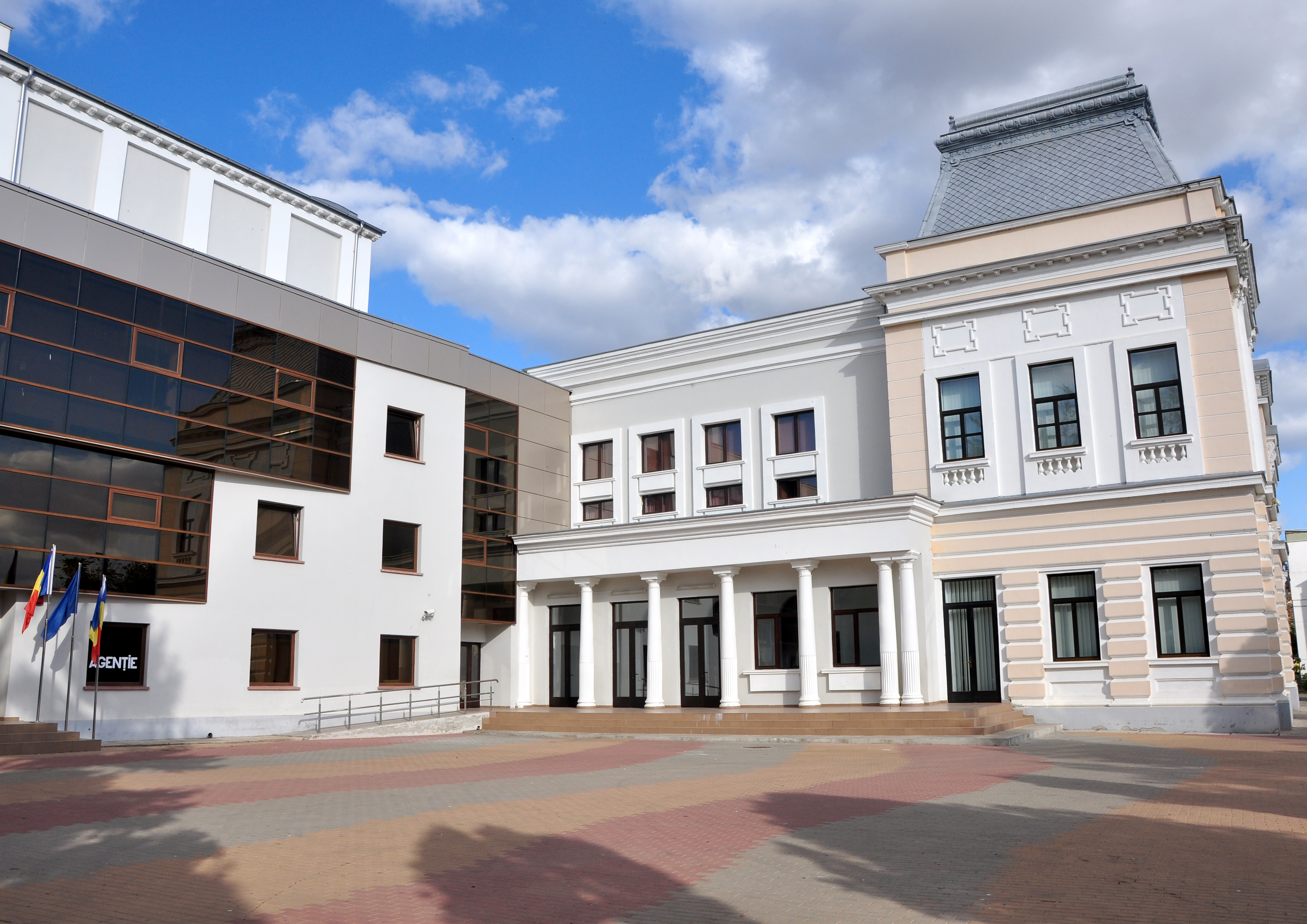
Teatre Victor Ion Popa